# زين الدين الخوافي
زين الدين الخوافي (ت. 838 هـ / 1435 م) متصوف ومؤسس «الطريقة الزينية».
ولد في «خواف» بخراسان. له رسالة «الوصايا القدسية» وقد حررها في القدس، وله أيضا «الأوراد الزينية» و«منهج الرشاد».